# Švédsko na Letních olympijských hrách 1900
Švédsko na Letních olympijských hrách 1900 ve francouzské Paříži reprezentovalo 10 sportovců, z toho 10 mužů a žádná žena. Nejmladším účastníkem byl Karl Gustaf Staaf (19 let, 100 dní), nejstarší pak Emil Fickovy (36 let, 301 dní). Reprezentanti vybojovali 1 bronzovou medaili. Tři Švédové také byli členy smíšeného týmu, který v přetahování lanem získal zlatou medaili.

## Medailisté
| Medaile | Jméno      | Sport    | Disciplína    |
| ------- | ---------- | -------- | ------------- |
| Bronz   | Ernst Fast | Atletika | Muži marathon |